# Invisible Touch (píseň)
„Invisible Touch“ je první píseň ze třináctého studiového alba britské skupiny Genesis nazvaného Invisible Touch. Vyšla nejprve v květnu 1986 jako singl, na jehož B-straně byla druhá část skladby „Domino“ nazvaná „The Last Domino“. V červnu téhož roku pak vyšla jako součást alba. Autory písně jsou Tony Banks, Phil Collins a Mike Rutherford.
Singl se umístil na prvním místě v žebříčku Billboard Hot 100.